# 31556 Shatner
31556 Shatner è un asteroide della fascia principale. Scoperto nel 1999, presenta un'orbita caratterizzata da un semiasse maggiore pari a 2,6945412 UA e da un'eccentricità di 0,2189418, inclinata di 4,79840° rispetto all'eclittica.